# 10546 Nakanomakoto
10546 Nakanomakoto è un asteroide della fascia principale. Scoperto nel 1992, presenta un'orbita caratterizzata da un semiasse maggiore pari a 2,2617845 UA e da un'eccentricità di 0,1738399, inclinata di 7,15522° rispetto all'eclittica.